# أنتوني كروز
أنتوني كروز (بالإنجليزية: Anthony Cruz) (ولد في 9 مارس 1972، في مدينة نيويورك، نيويورك)، المعروف بلقب AZ، هو مغني راب أمريكي من أصل أفريقي/دومينيكاني، رشح لجائزة غرامي. يعرف AZ بأسلوب راب الساحل الشرقي.
بدأ الغناء مع ناس عام 1994 وقد ظهر في ألبومه Illmatic. أصدر عام 1995 أول ألبوماته وهو Doe or Die والذي لقى تقبل كبير من قبل النقاد. حينما ازدادت شعبيته انضم AZ إلى فرقة ذا فيرم المتألفة من AZ، وناس، وفوكس براون، ونيتشر. لم يحقق أول ألبوم للفرقة وهو The Firm نجاحاً كبيراً، وكذلك ألبوم AZ الثاني Pieces of a Man الفردي. بعد ذلك تعاقد مع شركة تسجيلات كبرى وأصدر ألبوم آخر وهو S.O.S.A عام 2000. بعد تسجيله مع شركة موتاون قام بإصدار أحد أنجح أعماله وهو Nine Lives، الألبوم الذي وسع قاعدته الجماهيرية. بعد عامين أصدر ألبوم AZ-iatic، وتلاه في عام 2004 Final Call. بعد عام أصدر آخر أعماله A.W.O.L، وهو يعد لإصدار ألبوم آخر نهاية عام 2006.

## الأعمال الموسيقية
- Doe or Die
- The Firm: The Album
- Pieces of a Man
- Nine Lives
- Aziatic
- A.W.O.L

## روابط خارجية
- أنتوني كروز على موقع ميوزك برينز (الإنجليزية)
- أنتوني كروز على موقع أول ميوزيك (الإنجليزية)
- أنتوني كروز على موقع ديسكوغز (الإنجليزية)